# Revoльvers
«Revо́льvers» — российская музыкальная группа. Стала известной после выпуска песни «Ты у меня одна» в 2000 году. 

## История
В 1998 году Дмитрий Белоносов и Андрей Потехин приехали в Москву и при поддержке Сергея Жукова и младшего брата Андрея — Алексея Потехина организовали собственный проект —«Revolvers-45». Музыканты работали в рок-направлении, в 1999 году выпустили альбом «Новая звезда» и сняли клип, но продюсер Алексей Мускатин предложил ребятам исполнять поп-музыку. Кроме того, в группе появился новый солист Алексей Елистратов — актёр, певец, комик и шоу-мэн, работавший ранее на эстраде с номером пародий на звёзд российской эстрады и успешно снимавшийся в кино. На его счету такие фильмы как «Мелкий бес», «Дети понедельника», «Интересные мужчины», сериалы — «Клубничка» и «Будем знакомы!».
В 2000 году выходит альбом «Мы станем ближе». Группе удалось получить «Золотой Граммофон» за хит «Ты у меня одна». «Revoльvers» были приглашены Аллой Пугачёвой на «Рождественские встречи».
В конце 2000 года из коллектива ушёл Андрей Потехин..
В 2001 году выходит альбом «Котёнок».
В 2002 году Елистратова увольняют из «Revoльvers». В группе появился новый солист Олег Сотников, но с ним коллектив успеха не имел. Дмитрий Белоносов присоединился к Елистратову, и они начали выступать под названием «Револьверс».
6 января 2005 года на Муз ТВ появляется новый клип на песню «Выше крыши» («Тише, выше»). В апреле был снят клип на песню «Целуешь меня», но на экраны он вышел лишь в январе 2006 года (одноимённый альбом появился в 2007 году).
Осенью 2006 года был выпущен клип на песню «Люби меня».
С выходом очередного альбома стало ясно, что «Revoльvers» не смогли вернуть прежний уровень популярности. Вскоре они снова исчезли с экранов. Алексей Елистратов продолжает сниматься в кино, а с группой периодически выступает на таких фестивалях, как Dскач 90-х.
С 2023 года у группы выходят новые песни и клипы. 

## Состав группы

### Текущий
- Алексей Елистратов
- Дмитрий Белоносов

### Бывшие участники
- Андрей Потехин
- Дмитрий Назаров (солист)

## Дискография
| № | Название | Длительность |
| - | -------- | ------------ |

| №   | Название                       | Длительность |
| --- | ------------------------------ | ------------ |
| 1.  | «Мы станем ближе»              | 4:37         |
| 2.  | «Ты у меня одна»               | 4:15         |
| 3.  | «Желание одно»                 | 4:19         |
| 4.  | «Может это сон»                | 4:30         |
| 5.  | «Ковбой»                       | 3:58         |
| 6.  | «Не уходи»                     | 4:35         |
| 7.  | «Сумасшедшая любовь»           | 3:43         |
| 8.  | «Цветок май»                   | 3:56         |
| 9.  | «Бедное дитя»                  | 4:19         |
| 10. | «Пусть никогда»                | 4:14         |
| 11. | «Koza von chuo (Инструментал)» | 4:20         |
| 12. | «Любовь втроем»                | 3:51         |

| №   | Название                    | Длительность |
| --- | --------------------------- | ------------ |
| 1.  | «До свидания»               | 4:02         |
| 2.  | «Я знаю»                    | 4:10         |
| 3.  | «Не улетай»                 | 4:08         |
| 4.  | «Танечка»                   | 3:35         |
| 5.  | «Если ты захочешь»          | 4:04         |
| 6.  | «Не уходи»                  | 4:35         |
| 7.  | «Регги»                     | 3:45         |
| 8.  | «Нет вопросов, нет ответов» | 4:40         |
| 9.  | «Я не обещаю»               | 4:12         |
| 10. | «Я тебя люблю»              | 5:05         |
| 11. | «Запомни меня»              | 3:41         |
| 12. | «Не уходи (Remix)»          | 4:30         |
| 13. | «Новый год»                 | 4:41         |

| №   | Название                    | Длительность |
| --- | --------------------------- | ------------ |
| 1.  | «Котёнок»                   | 3:46         |
| 2.  | «До свидания»               | 4:02         |
| 3.  | «Я знаю»                    | 4:10         |
| 4.  | «Не улетай»                 | 4:08         |
| 5.  | «Танечка»                   | 3:35         |
| 6.  | «Если ты захочешь»          | 4:04         |
| 7.  | «Не уходи»                  | 4:35         |
| 8.  | «Регги»                     | 3:44         |
| 9.  | «Детка, ты супер»           | 3:48         |
| 10. | «Нет вопросов, нет ответов» | 4:40         |
| 11. | «Я не обещаю»               | 4:12         |
| 12. | «Я тебя люблю»              | 5:05         |
| 13. | «Запомни меня»              | 3:41         |
| 14. | «Не уходи (Remix)»          | 4:29         |
| 15. | «1000 раз прости»           | 4:06         |
| 16. | «Новый год»                 | 4:40         |

| №   | Название                           | Длительность |
| --- | ---------------------------------- | ------------ |
| 1.  | «Ты у меня одна»                   | 4:15         |
| 2.  | «Мы станем ближе»                  | 4:37         |
| 3.  | «1000 раз прости»                  | 4:06         |
| 4.  | «Сумасшедшая любовь»               | 3:43         |
| 5.  | «Бедное дитя»                      | 4:17         |
| 6.  | «Не уходи»                         | 4:35         |
| 7.  | «Может это сон»                    | 4:30         |
| 8.  | «Если ты захочешь»                 | 4:04         |
| 9.  | «Регги»                            | 3:44         |
| 10. | «Я знаю»                           | 4:10         |
| 11. | «Котёнок»                          | 3:46         |
| 12. | «Не уходи (Remix)»                 | 4:29         |
| 13. | «Доброе утро, малыш!»              | 3:17         |
| 14. | «Мне тебя не хватает»              | 3:11         |
| 15. | «Доброе утро, малыш! (Radio edit)» | 3:35         |
| 16. | «До свидания»                      | 4:02         |

| №   | Название                      | Длительность |
| --- | ----------------------------- | ------------ |
| 1.  | «Целуешь меня»                | 3:47         |
| 2.  | «Странные люди»               | 3:29         |
| 3.  | «Забыть и простить»           | 3:47         |
| 4.  | «Опять обманешь»              | 4:23         |
| 5.  | «Молодая мама»                | 4:12         |
| 6.  | «Люби меня»                   | 3:58         |
| 7.  | «Ничего не случается»         | 3:49         |
| 8.  | «Отпусти»                     | 3:26         |
| 9.  | «Облако»                      | 4:26         |
| 10. | «Прикосновенье»               | 3:59         |
| 11. | «Одна из миллиона»            | 3:23         |
| 12. | «Папа (Remix)»                | 4:12         |
| 13. | «Хари Кришна»                 | 4:51         |
| 14. | «Целуешь меня (Remix)»        | 5:32         |
| 15. | «Люби меня (Инструментал)»    | 3:57         |
| 16. | «Целуешь меня (Инструментал)» | 3:45         |

## Видеоклипы
- 1999 — Кошка
- 2000 — Ты у меня одна
- 2000 — Не уходи
- 2001 — До свидания
- 2001 — Не улетай
- 2001 — Котёнок
- 2005 — Тише, выше
- 2006 — Целуешь меня
- 2006 — Люби меня
- 2015 — Только жди ft. Ляля Размахова (режиссёр Роман Данилин)
- 2017 — Нет ответа
- 2023 — Ни пуха, ни пера
- 2023 — ВДНХ
- 2023 — История любви
- 2024 — Санкт-Петербург
- 2024 — Шоссе
- 2024 — Одна
- 2024 — Белые ночи
- 2024 — Ромашки

## Издания
- Сельская молодежь.— Молодая гвардия, 2002.— 448с.